# ويليام راسيل (سياسي أمريكي، مواليد 1735)
ويليام راسيل (بالإنجليزية: William Russell)‏ هو سياسي أمريكي، ولد في 1735، وتوفي في 14 يناير 1793. انتخب عضو مجلس نواب فرجينيا.